# فابيو ميركوريو
فابيو ميركوريو (ولد 26 سبتمبر 1966) عالم رياضيات إيطالي ، معروف عالميًا بعدد من النتائج في التمويل الرياضي .

## نتائج رئيسية
عمل ميركوريو خلال فترة الدكتوراه. على نظرية الأسواق غير المكتملة باستخدام تقنيات تحوط متوسط التباين الديناميكي. مع داميانو بريجو (2002-2003) ، وأظهر كيفية بناء المعادلات التفاضلية العشوائية المتوافقة مع نماذج الخليط ، وتطبيق ذلك على نمذجة ابتسامة التقلب في سياق نماذج التقلب المحلية .  وهو أيضًا أحد المؤلفين الرئيسيين في نمذجة التضخم.  وقام ميركوريو أيضًا بتأليف العديد من المنشورات في المجلات العليا وشارك في تأليف كتاب نماذج أسعار الفائدة: النظرية والتطبيق لـ Springer-Verlag ،  الذي سرعان ما أصبح مرجعًا دوليًا لنمذجة معدل الفائدة الديناميكي العشوائي. حصل على جائزة 2020 Risk-of-the-year بالاشتراك مع Andrei Lyashenko من QRM.

## الانتماءات
يشغل ميركوريو حاليًا منصب الرئيس العالمي للتحليلات الكمية في Bloomberg LP ، مدينة نيويورك . حاصل على درجة الدكتوراه. حصل على درجة الدكتوراه في التمويل الرياضي من جامعة إيراسموس في روتردام .